# I'm Tryin' to Get Home
I'm Tryin' to Get Home è un album di Donald Byrd, pubblicato dalla Blue Note Records nel febbraio del 1965. Il disco fu registrato al Van Gelder Studio di Englewood Cliffs, New Jersey (Stati Uniti) nelle date indicate nella lista tracce.

## Tracce
Brani composti da Donald Byrd, tranne dove indicato
Lato A
1. Brother Isaac – 4:50 – Registrato il 17 dicembre 1964
2. Noah – 6:55 (Duke Pearson) – Registrato il 18 dicembre 1964
3. I'm Tryin' to Get Home – 6:55 – Registrato il 17 dicembre 1964

Lato B
1. I've Longed and Searched for My Mother – 8:30 – Registrato il 18 dicembre 1964
2. March Children – 7:05 (Duke Pearson) – Registrato il 17 dicembre 1964
3. Pearly Gates – 2:35 (Duke Pearson) – Registrato il 18 dicembre 1964

## Musicisti
A1, A3 e B2
- Donald Byrd - tromba, flicorno
- Jimmy Owens - tromba
- Ernie Royal - tromba
- Clark Terry - tromba
- Snooky Young - tromba
- Jimmy Cleveland - trombone
- Henry Cocker - trombone
- J.J. Johnson - trombone
- Benny Powell - trombone
- Jim Buffington - corno francese
- Bob Northern - corno francese
- Don Butterfield - tuba
- Stanley Turrentine - sassofono tenore
- Herbie Hancock - pianoforte
- Freddie Roach - organo
- Grant Green - chitarra
- Bob Cranshaw - contrabbasso
- Grady Tate - batteria
- personale coro non identificati
- Coleridge Perkinson - direttore musicale, conduttore musicale
- Duke Pearson - arrangiamenti

A2, B1 e B3
- Donald Byrd - tromba, flicorno
- Joe Ferrante - tromba
- Jimmy Owens - tromba
- Ernie Royal - tromba
- Snooky Young - tromba
- Jimmy Cleveland - trombone
- Henry Cocker - trombone
- J.J. Johnson - trombone
- Benny Powell - trombone
- Jim Buffington - corno francese
- Bob Northern - corno francese
- Don Butterfield - tuba
- Herbie Hancock - pianoforte
- Bob Cranshaw - contrabbasso
- Grady Tate - batteria
- sconosciuto - percussioni, chimes, tamburello, campane tubolari
- sconosciuti - cori
- Coleridge Perkinson - direttore musicale, conduttore musicale
- Duke Pearson - arrangiamenti[5]